# Sint-Liboriuskerk
De Sint-Liboriuskerk, ook wel de Dorpskerk, is een protestantse kerk in de Nederlandse plaats Dinxperlo. De  oorspronkelijk aan Liborius van Le Mans gewijde kerk is in verschillende perioden gebouwd, waarbij delen van de kerk staan op fundamenten van een oudere kerk. De kerktoren stamt uit circa 1400 en heeft gotische spitsbogen en romaans rondbogige biforiën. De toren bestaat uit vier geledingen en wordt bekroond met een ingesnoerde naaldspits. Het huidige priesterkoor is eind 15e eeuw aan de kerk toegevoegd, waar eerst een kleiner kapel stond. Het schip stamt uit 1509 en is opgezet als een pseudobasiliek.
De beide zijbeuken kennen een eigen ingang met een tweede laag met zitplaatsen. De noordelijke zijbeuk werd met name gebruikt door bewoners uit De Heurne en de zuidelijk door bewoners van Suderwick, waardoor beide plaatsen een eigen zolder hadden. In de kerk staat een orgel, gemaakt door Heinrich Velderhoff in 1707. Dit orgel is in 1830 verbouwd door Carl Friedrich August Naber. Tevens zijn in de kerk diverse muurschilderingen te vinden, waaronder van Tomas, Filippus en Rochus van Montpellier.
De kerk is in 1966 aangewezen als rijksmonument.

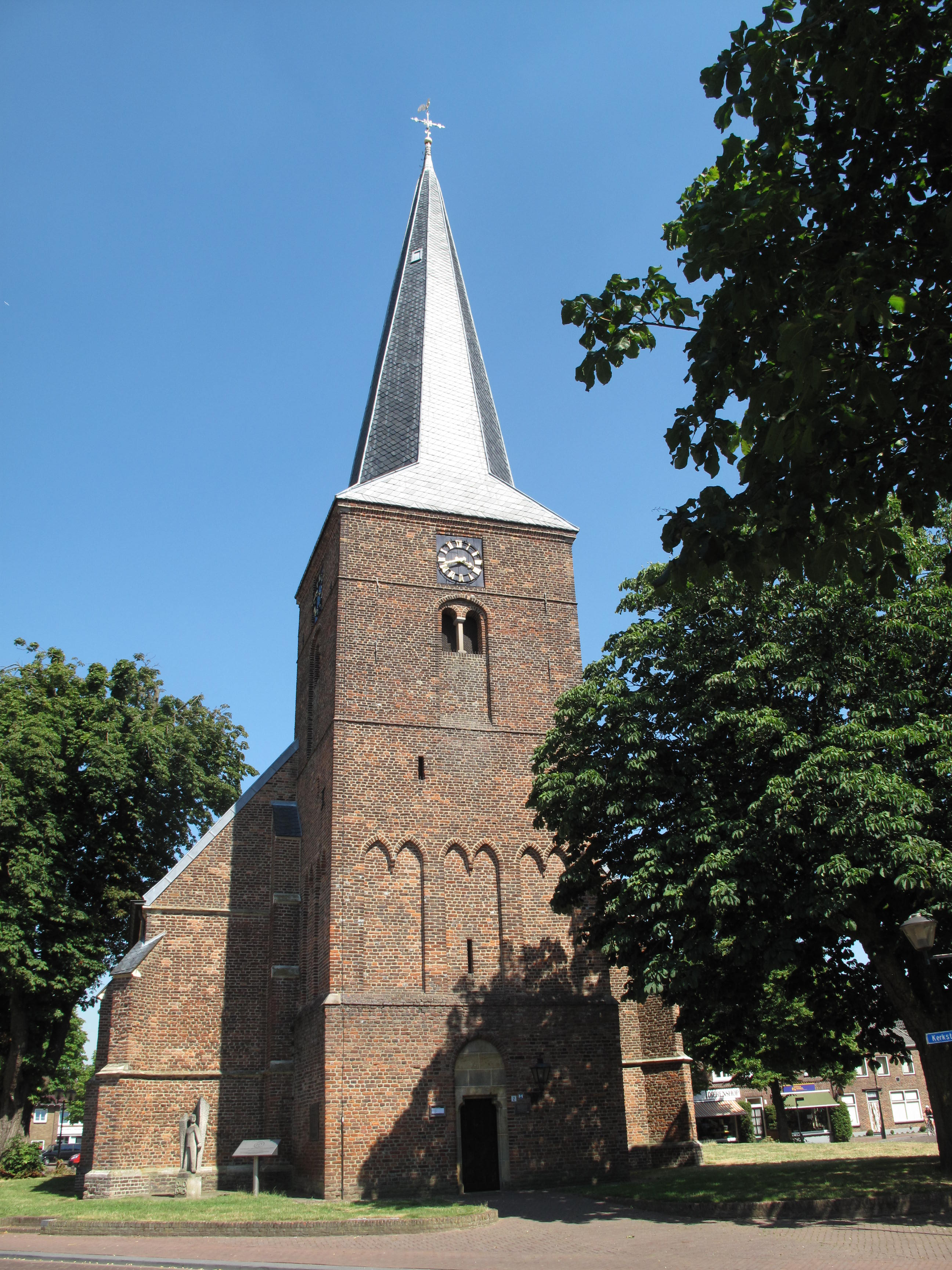
Toren
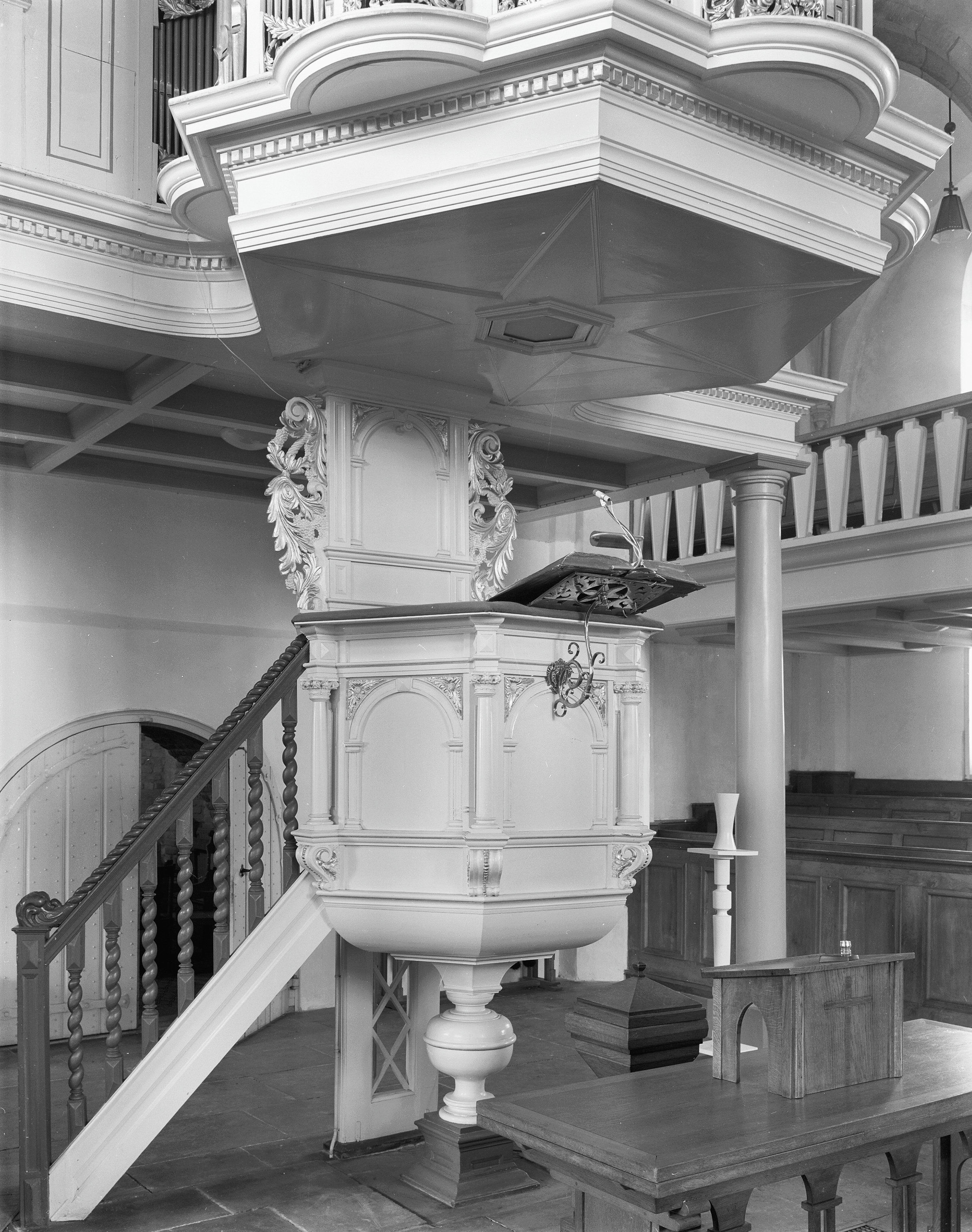
Preekstoel
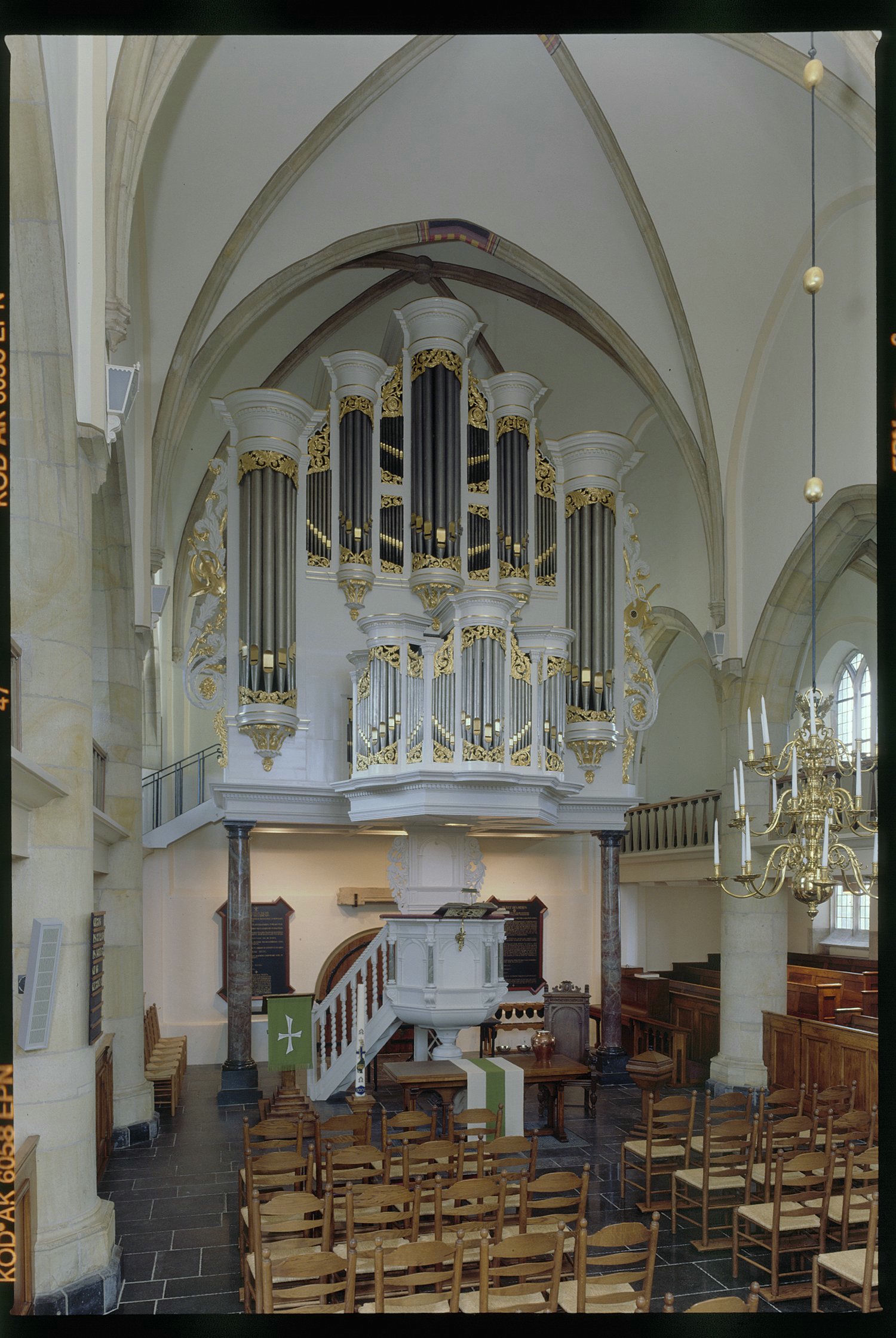
Interieur met Velderhoff/Naber-orgel
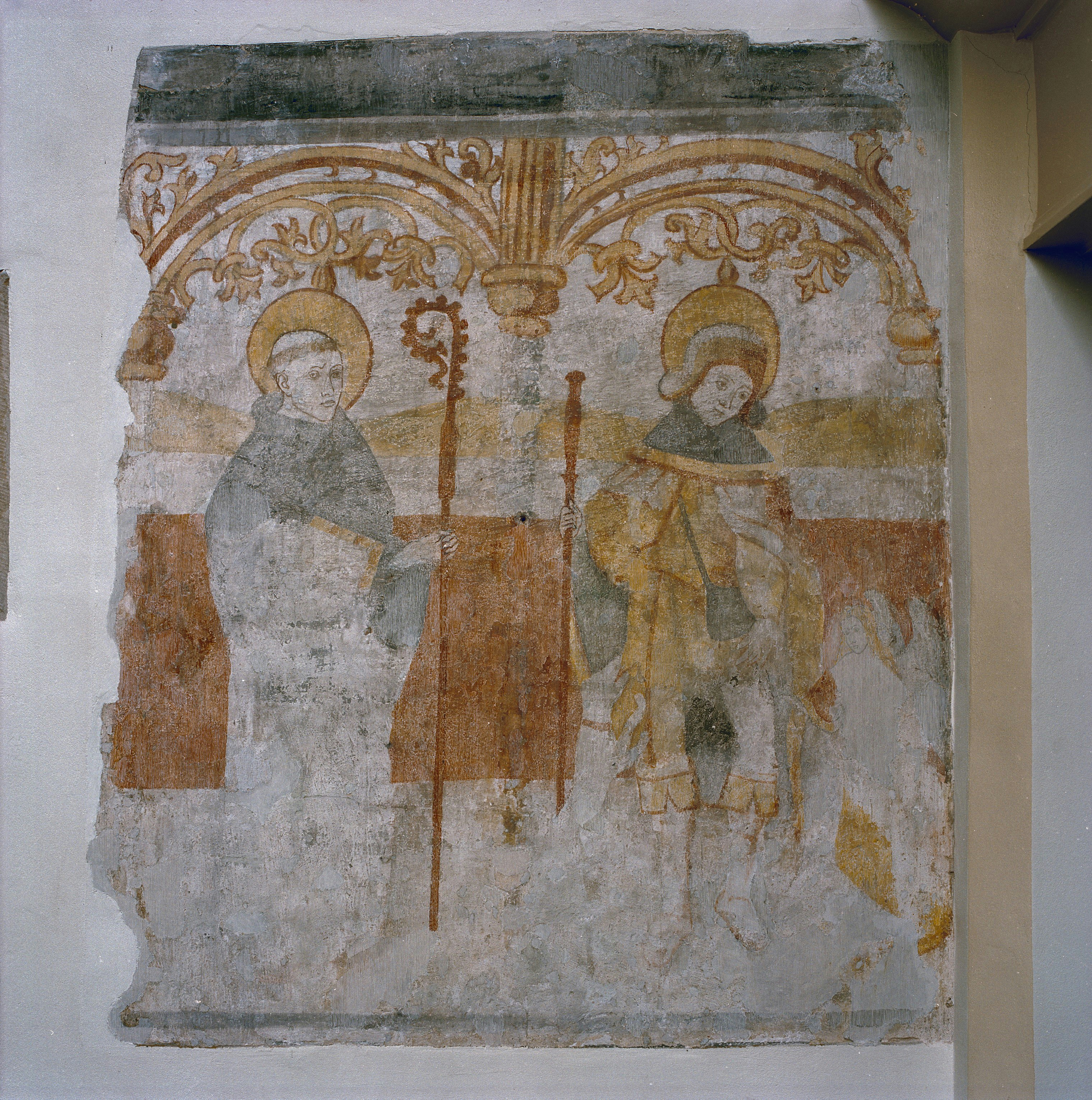
Wandschildering